# The Breakfast Club (film)
The Breakfast Club is een Amerikaanse speelfilm uit 1985 onder regie van John Hughes, die tevens het script voor zijn rekening nam.
Het nummer Don't You (Forget About Me) van de Simple Minds werd naar aanleiding van deze film wereldwijd een hit.

## Verhaal
De film speelt zich bijna in z'n geheel af in één ruimte, namelijk de bibliotheek van een middelbare school. Vijf scholieren moeten hier om uiteenlopende redenen voor straf de zaterdag doorbrengen, onder supervisie van de gefrustreerde leraar Richard Vernon. Ze krijgen alle vijf de opdracht om een opstel over zichzelf te schrijven. Ze mogen niet met elkaar praten en niet van hun plek komen.
De vijf hebben een volstrekt verschillende achtergrond. Andrew Clark is de sportman, lid van het worstelteam, die door zijn vader op de huid wordt gezeten om sportprestaties te leveren. Brian Johnson is de nerd, die nerveus wordt als hij minder dan een 10 haalt voor een proefwerk. Hij is lid van de wiskundeclub, de natuurkundeclub en de Latijnclub. John Bender is de crimineel, de outcast, die door zijn vader wordt mishandeld. Claire Standish is de prom queen, een populair meisje dat zich vooral bezighoudt met uiterlijke zaken. Allison Reynolds, ten slotte, is het meisje dat geen contact heeft met haar ouders, en ook op school afstand houdt van alles en iedereen.
In de loop van de dag komt het tot een aantal confrontaties tussen de groep en de leraar. De groep raakt langzaamaan steeds meer met elkaar aan de praat en nader tot elkaar. De gesprekken worden dieper en confronterender maar na verloop van tijd wordt duidelijk dat ze meer overeenkomsten hebben dan verschillen, en de aanvankelijke aversie ontwikkelt zich tot wederzijds respect en zelfs vriendschap. De groep zwerft stiekem door het gebouw en er wordt geblowd. Ze komen tot de ontdekking dat ze alle vijf met ongeveer dezelfde problemen worstelen in hun weg naar volwassenheid en hun behoefte om serieus genomen te worden. Alle vijf hebben ze er last van dat ze aan bepaalde stereotypen (moeten) voldoen en daarnaast aan de verwachtingen van hun ouders. Ook al is er een vriendschap ontstaan, ze vragen zich toch af of deze na het weekend stand zal houden. Wel ontstaan er twee romances, tussen Andrew en Allison en tussen John en Claire.
Uiteindelijk schrijft Brian een opstel namens de hele groep waarin hij aangeeft dat Vernon zelf al bepaald heeft wie de vijf zijn. Hij ondertekent het opstel met The Breakfast Club en laat het achter in de bibliotheek. Vernon leest het als de groep al vertrokken is. Hij heeft zonder het te weten veel teweeggebracht in de groep. Ze zijn inderdaad over zichzelf gaan nadenken.

## Personages
De vijf scholieren hebben allen een verschillende achtergrond en kennen elkaar niet. Ze moeten vanwege uiteenlopende redenen de zaterdag op school doorbrengen:
| Naam             | Eigenschap                                                                                       | Reden voor straf                                                                                             |
| ---------------- | ------------------------------------------------------------------------------------------------ | --- |
| Andrew Clark     | De Atleet: een professioneel worstelaar.                                                         | Plakte de billen van een student aan elkaar met tape.                                                        |
| Brian Johnson    | Het Brein: de nerd.                                                                              | Bracht een lichtpistool naar school dat per ongeluk afging in zijn kluisje en daar lichte schade aanrichtte. |
| John Bender      | De Crimineel: onrustzaaier die continu problemen veroorzaakt op school.                          | Liet het brandalarm afgaan. Er wordt beweerd dat Bender vaker straf krijgt.                                  |
| Claire Standish  | De Prinses: rijk, populair en verwend kind dat meent dat ze beter is dan de rest.                | Spijbelde van school om te gaan winkelen in een winkelcentrum.                                               |
| Allison Reynolds | De "Psychisch gestoorde": een buitenbeentje en door zichzelf beschreven "dwangmatige leugenaar". | Had naar eigen zeggen niets beters te doen.                                                                  |

## Rolverdeling
| Acteur               | Personage          |
| -------------------- | ------------------ |
| Hoofdrollen          |                    |
| Emilio Estevez       | Andrew Clark       |
| Anthony Michael Hall | Brian Johnson      |
| Judd Nelson          | John Bender        |
| Molly Ringwald       | Claire Standish    |
| Ally Sheedy          | Allison Reynolds   |
| Paul Gleason         | Richard Vernon     |
| Bijrollen            |                    |
| John Kapelos         | Carl, de conciërge |

## Ontvangst
De film werd in Nederland destijds in slechts zeven filmtheaters vertoond en kreeg daarom weinig aandacht van de Nederlandse pers. De critici die wél over de film schreven, waren overwegend positief: Recensent van Trouw noemde The Breakfast Club een "gedegen en met een zeker handig raffinement in elkaar gestoken Amerikaanse film, waar je geboeid naar blijft kijken en dat is toch waarlijk niet niks. Er wordt goed in gespeeld en de intrige heeft een schijn van realiteit." Een criticus van NRC Handelsblad schreef: "The Breakfast Club is serieus van strekking, al kan iedereen, [tieners] en volwassenen, veel plezier beleven de situaties, de dialogen en vooral aan het uitnemend spel van de jonge acteurs wier uitstraling de toon van deze film zet."

## Trivia
- De vijf hoofdrolspelers worden allen gezien als lid van de Brat Pack, een groep jonge acteurs die allemaal in het begin van de jaren 80 doorbraken.
- De film werd opgenomen in de Maine North High School in Des Plaines Illinois. Deze school was al gesloten sinds 1981. Een jaar later diende deze school als decor voor Ferris Bueller's Day Off, die geregisseerd werd door dezelfde regisseur.
- De film opent met de tekst ...and these children that you spit on, as they try to change their worlds are immune to your consultations. They're quite aware of what they're going through.... Dit is een citaat uit het nummer Changes van David Bowie.
- In 2015 werd in de Verenigde Staten het dertigjarig jubileum van de film gevierd met een vertoning in een groot aantal zalen.
- In de film Not Another Teen Movie uit 2001 wordt de film uitgebreid gepersifleerd en hebben Molly Ringwald en Paul Gleason een cameo.
- In 2012 is de aflevering The Breakfast Bunch van Victorious uitgezonden, wat een parodie was op deze film